# Atentado de Nueva Orleans de 2025
El atentado de Nueva Orleans de 2025 se produjo alrededor de las 3:16 a. m. CST (UTC–6) del 1 de enero, cuando una camioneta fue conducida hacia una gran multitud en Bourbon Street y Canal Street en Nueva Orleans, Luisiana (Estados Unidos).
El conductor luego abandonó la camioneta y abrió fuego antes de ser baleado por agentes de policía. El incidente ocurrió en medio de las celebraciones de Año Nuevo en la ciudad. 15 personas murieron y al menos 35 resultaron heridas, incluidos dos agentes de policía. El sospechoso llevaba una bandera del Estado Islámico (ISIS) en la camioneta.

## Trasfondo
Las agencias federales de inteligencia y de aplicación de la ley advirtieron a las agencias policiales locales sobre posibles ataques con vehículos antes de las vacaciones. En un memorando de 2017, el gobierno de la ciudad también señaló el riesgo de un incidente con muchas víctimas, incluso por ataques con vehículos en el Barrio Francés, el vecindario donde tuvo lugar el ataque, y tenía planes de establecer más programas de seguridad en el área. Las celebraciones de Año Nuevo en la ciudad incluyeron fiestas LGBT en Bourbon Street, a solo unas cuadras al sur del ataque, así como un desfile para el Sugar Bowl, uno de los principales eventos deportivos de Nueva Orleans, que estaba programado para la noche del 1 de enero en el Louisiana Superdome entre los Georgia Bulldogs y los Notre Dame Fighting Irish. Las fuerzas del orden habían aumentado la seguridad en preparación para estos eventos, incluido el uso de drones en el barrio Francés.

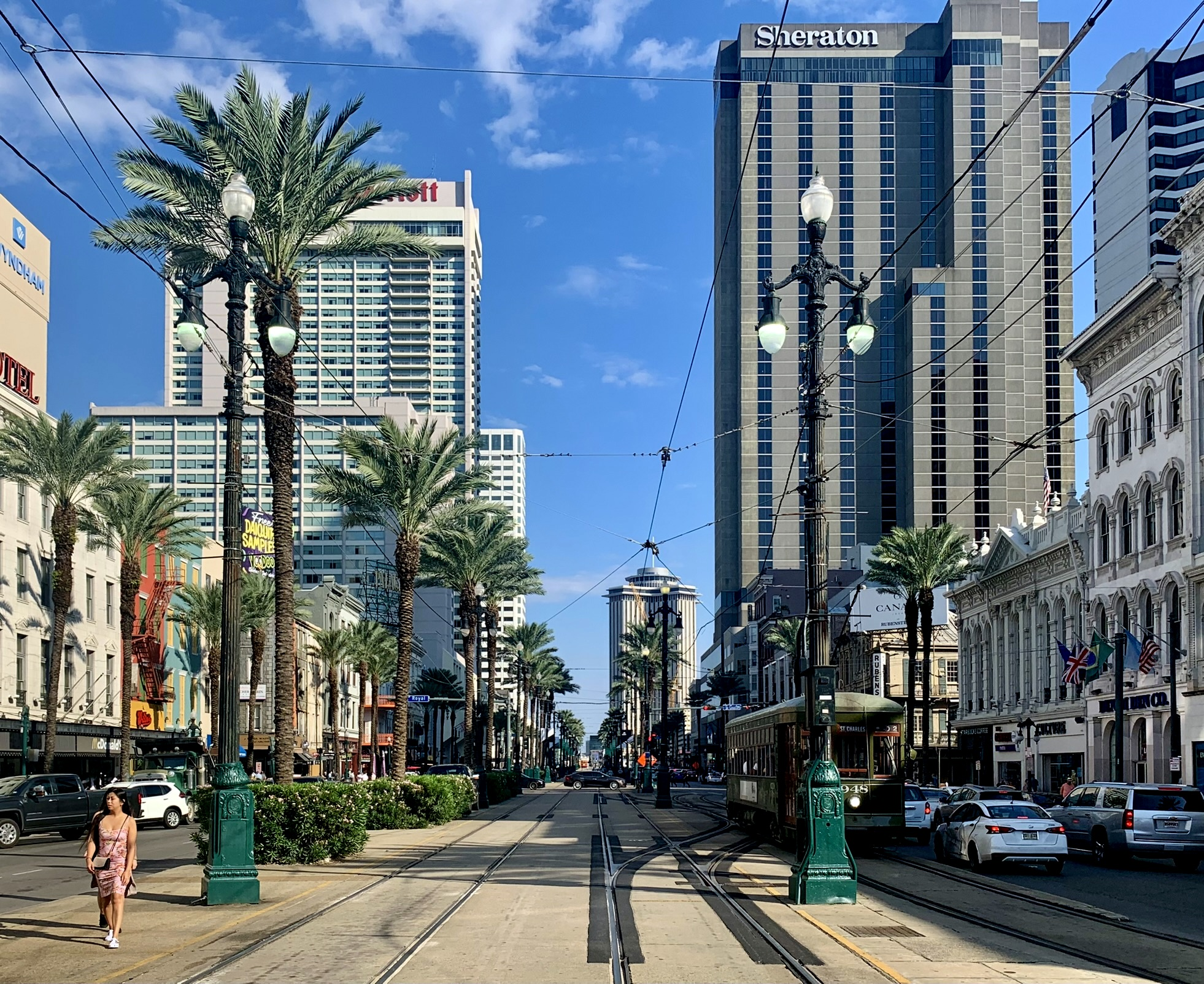
Canal Street en la intersección con Bourbon Street, donde comenzó la embestida, fotografiada en 2022.

En el momento del ataque, se estaba mejorando un sistema de bolardos que protegía la calle Bourbon de los vehículos, y no está claro si había bolardos en su lugar. Testigos presenciales culparon a la ciudad e informaron que las barricadas de acero instaladas para evitar el acceso de vehículos no se habían levantado antes del ataque.

## Ataque
Testigos presenciales y videos confirman que el conductor se bajó de una camioneta y comenzó a disparar un arma, y las autoridades locales respondieron al fuego. Los testigos también dijeron que el conductor llevaba un chaleco antibalas y portaba un rifle de asalto. El conductor disparó contra agentes de policía de Nueva Orleans, alcanzando e hiriendo a dos.
Al menos 14 personas murieron asesinadas, el terrorista fue abatido y 36 resultaron heridas, incluidos dos policías. Los heridos fueron enviados a cinco hospitales.

## Perpetrador

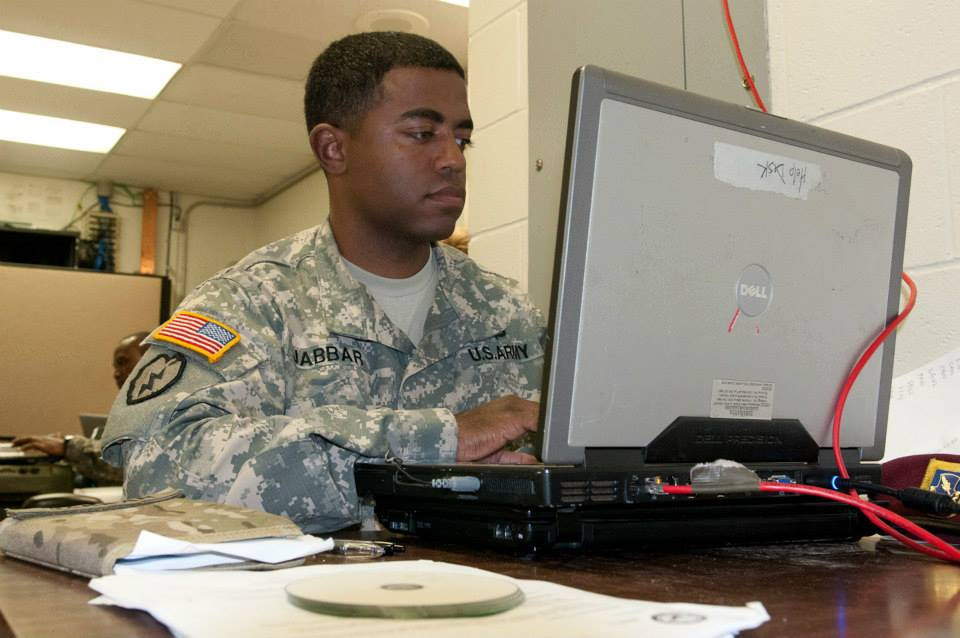
Jabbar se desempeña como jefe del equipo de tecnología de la información para el Fuerzas aerotransportadas de la 82.ª División Aerotransportada durante su servicio en el Ejército, fotografiado en 2013.

El perpetrador, Shamsud-Din Bahar Jabbar (26 de octubre de 1982 - 1 de enero de 2025), tenía 42 años. Era residente de Pasadena (Texas), en el momento del ataque, y con anterioridad lo fue de Beaumont (Texas). El perpetrador era ciudadano estadounidense. Su pasado criminal incluía un arresto en 2022 por pequeño robo, y otro en 2005 por conducir con una licencia inválida.
Sirvió en el Ejército de los Estados Unidos durante diez años como especialista en recursos humanos y especialista en tecnología de la información y fue enviado a Afganistán en 2009, ascendiendo al rango de sargento de personal. Fue dado de baja honorablemente. Jabbar se divorció dos veces, lo que resultó en problemas financieros. Tenía dos hijas, de 20 y 15 años en el momento del ataque. Un hermano de Jabbar dijo que se convirtió al islam a una edad temprana. Un amigo suyo dijo que notó que se había «apasionado mucho» por su fe cuando volvieron a conectarse en Facebook alrededor de 2017. El esposo de una de sus exesposas dijo que Jabbar había estado actuando de manera errática en los meses previos al ataque. 
Althea Duncan, agente especial asistente a cargo de la oficina de campo del FBI en Nueva Orleans, dijo que los investigadores no creen que Jabbar haya actuado solo. La policía de Nueva Orleans ha revisado un video de vigilancia que parece mostrar a varias personas colocando posibles dispositivos explosivos antes del ataque al vehículo, lo que los llevó a creer que él no era el único responsable, dijeron fuentes a ABC News.

## Investigación
Según la policía, la Oficina Federal de Investigaciones se haría cargo de la investigación del ataque. Los agentes federales encargados de hacer cumplir la ley encontraron dispositivos explosivos improvisados dentro del vehículo después del ataque, aunque no estaba claro si los dispositivos eran capaces de detonar. Según Alethea Duncan, agente especial adjunta del FBI, se encontraron varios dispositivos explosivos en el lugar.

## Reacciones

### Nacionales
El expresidente de los Estados Unidos, Joe Biden, emitió un comunicado en el que decía que su «corazón está con las víctimas y sus familias que simplemente estaban tratando de celebrar la festividad» y que «no hay justificación para la violencia de ningún tipo, y no toleraremos ningún ataque a ninguna de las comunidades de nuestra nación». La Casa Blanca emitió un comunicado diciendo que fue informado sobre el ataque y que se había puesto en contacto con el alcalde Cantrell para ofrecerle apoyo.
El gobernador de Luisiana, Jeff Landry, expresó sus condolencias a las víctimas del ataque e instó a la gente a evitar la zona. Jason Williams, fiscal de distrito de Orleans Parish, dijo que «conducir un vehículo contra una multitud no es algo para lo que ninguna agencia de aplicación de la ley pueda estar preparada».
La policía, junto con la alcaldesa de Nueva Orleans, LaToya Cantrell, describió el incidente como un «ataque terrorista». El FBI declaró más tarde que estaba investigando el ataque como un «acto de terrorismo». El superintendente Kirkpatrick declaró que Jabbar intentó «atropellar a la mayor cantidad de personas posible».
Bill Cassidy, senador estadounidense de Luisiana, calificó el ataque de «tan trágico» en una publicación en X. El Presidente de la Cámara de Representantes de los Estados Unidos, Mike Johnson, lo calificó de «un acto de pura maldad» en X, palabras también utilizadas por el presidente electo Donald Trump.
Jeff Hundley, director del Comité Sugar Bowl que organiza el Sugar Bowl, emitió un comunicado diciendo que el comité estaba «devastado» por el ataque terrorista. La Asociación Atlética de la Universidad de Georgia declaró que estaban «profundamente entristecidos por la violencia sin sentido que ocurrió en Nueva Orleans», el presidente de la Universidad de Notre Dame, Robert A. Dowd, dijo que «nuestras oraciones están con los familiares y seres queridos de todos los afectados por el terrible ataque en Nueva Orleans temprano esta mañana», y el presidente de UGA, Jere Morehead, confirmó que un estudiante de UGA resultó herido en los ataques, y dijo que estaba «profundamente entristecido» por el ataque y que le gustaría expresar su gratitud a los primeros en responder. Los equipos de fútbol de las dos universidades estaban programados para jugar uno contra el otro en el Sugar Bowl ese día, pero luego se pospuso para el día siguiente.
La esposa del dueño del camión dijo que la familia estaba devastada y ofreció sus condolencias.

### Internacionales
- Alemania: el canciller Olaf Scholz lamentó lo sucedido y deseó recuperación a los heridos mediante un mensaje en Twitter.[13]
- Israel: el Ministerio de Asuntos Exteriores de Israel afirmó que dos ciudadanos israelíes resultaron heridos en el ataque. Las autoridades israelíes se pusieron en contacto con las familias de las víctimas en los hospitales locales.[14]
- Ciudad del Vaticano: el papa oró por la curación y consuelo de los heridos.[15]
- Uruguay: el Ministerio de Relaciones Exteriores emitió un comunicado expresando la «firme condena» de Uruguay, y sus condolencias al pueblo y Gobierno estadounidense.[16]
- México: la presidenta Claudia Sheinbaum condenó el atentado y deseó recuperación al pueblo estadounidense. Más tarde, la SRE confirmó que dos ciudadanos mexicanos resultaron heridos en el ataque, de los cuales fueron reportados estables.[17]